# Mastophora gasteracanthoides
Mastophora gasteracanthoides är en spindelart som först beskrevs av Hercule Nicolet 1849.  Mastophora gasteracanthoides ingår i släktet Mastophora och familjen hjulspindlar. Inga underarter finns listade i Catalogue of Life.